# 2021年吉爾吉斯國會選舉
2021年吉爾吉斯斯坦國會選舉是於2021年11月28日舉行的吉爾吉斯最高議會選舉提前選舉，因為2020年最高議會選舉結果被廢除。

## 背景
繼2020年吉爾吉斯示威議導致10月最高議會選舉結果無效以及總統熱恩別科夫辭職後，中央選舉委員會於2020年10月16日宣布可能在12月20日舉行重新選舉。然而10月22日，最高議會投票通過了一項法案，推遲提前舉行的議會選舉，直到新的憲法修正案獲得通過後。
2021年1月10日，總統選舉和政體公投同時舉行。結果，薩德爾·扎帕羅夫當選為總統，且大多數投票選民批准了他恢复總統制的憲法改革願景。扎帕羅夫夫上任後宣布，議會選舉不會在6月舉行，而是在秋季舉行。在政治變革過程中，吉爾吉斯斯坦遭遇了民主倒退，其自由之家排名下降至「不自由」類別。此外，幾名批評當局的活動人士和學者受到叛國罪指控。
新憲法草案於2021年2月公佈，并於2021年4月舉行的宪法公投中獲得大多數投票選民批准。2021年5月5日新宪法生效，最高議會席次從120個減少至90個，議員權力也減少，並成立了政治諮詢機構人民庫魯台。總統被授予更多的行政權力，以及任命幾乎所有法官和執法機構負責人的權力。

## 選舉制度
在最高议会选举采用單一選區兩票制的90個席位中，54個席位將透過全國單一選區的开放式名单比例代表制選舉產生，36個席位將在單一選區選舉產生。要贏得席位，政黨必須达到5%的選舉門檻，并在每個州都至少获得0.5%的選票，任何一方不得獲得超過半數的席位。政黨名單中每個性別的候選人必須至少有30%，至少有15%的候選人來自少數民族，15%的候選人年齡在35歲以下，以及至少兩名殘疾人候選人。
此外，議會还廢除了第2號表格的使用，該表格允許選民在其户籍地之外登記投票。該系統的目的是允許農民工在他們工作的地方投票，但在2020年的選舉中，此類選票創下了創紀錄的數量，人們認為這项制度被濫用來操縱不同地區的選票總數。

## 結果
由於以上皆非選項獲得最多票數，有兩個選區席位空缺。
| 政党                         | 政党               | 政黨名單  | 政黨名單 | 政黨名單 | 單一選區  | 單一選區 | 單一選區 | 总席数 |
| 政党                         | 政党               | 票数      | %        | 席数     | 票数      | %        | 席数     | 总席数 |
| ---------------------------- | ------------------ | --------- | -------- | -------- | --------- | -------- | -------- | ------ |
|                              | 祖國吉爾吉斯斯坦   | 222,005   | 19.10    | 15       |           |          |          | 15     |
|                              | 相信               | 174,470   | 15.01    | 12       |           |          |          | 12     |
|                              | 凝聚               | 141,009   | 12.13    | 9        |           |          |          | 9      |
|                              | 联盟               | 106,955   | 9.20     | 7        |           |          |          | 7      |
|                              | 聯合吉爾吉斯斯坦   | 90,223    | 7.76     | 6        |           |          |          | 6      |
|                              | 信仰之光           | 79,025    | 6.80     | 5        |           |          |          | 5      |
|                              | 其他               | 320,705   | 27.60    | 0        |           |          |          | 0      |
|                              | 独立人士           |           |          |          |           |          | 34       | 34     |
| 以上皆非                     | 以上皆非           | 27,739    | 2.39     | –        |           |          | 2        | 2      |
| 总共                         | 总共               | 1,162,131 | 100.00   | 54       |           |          | 36       | 90     |
|                              |                    |           |          |          |           |          |          |        |
| 有效票数                     | 有效票数           | 1,162,131 | 90.71    |          |           |          |          |        |
| 无效及空白票数               | 无效及空白票数     | 119,068   | 9.29     |          |           |          |          |        |
| 总票数                       | 总票数             | 1,281,199 | 100.00   |          |           |          |          |        |
| 已登记选民／投票率           | 已登记选民／投票率 | 3,703,420 | 34.60    |          | 3,619,292 | –        |          |        |
| 资料来源：OSCE, The Diplomat |                    |           |          |          |           |          |          |        |

## 反應
初步投票結果公佈後，反對黨在11月29日於比什凱克舉行的抗議活動中譴責選舉，稱計票過程中發生選舉舞弊，中央選舉委員會堅稱，故障僅發生在監視器顯示上，而不是在點票過程中，不會影響結果。